# Bernhard Adelung

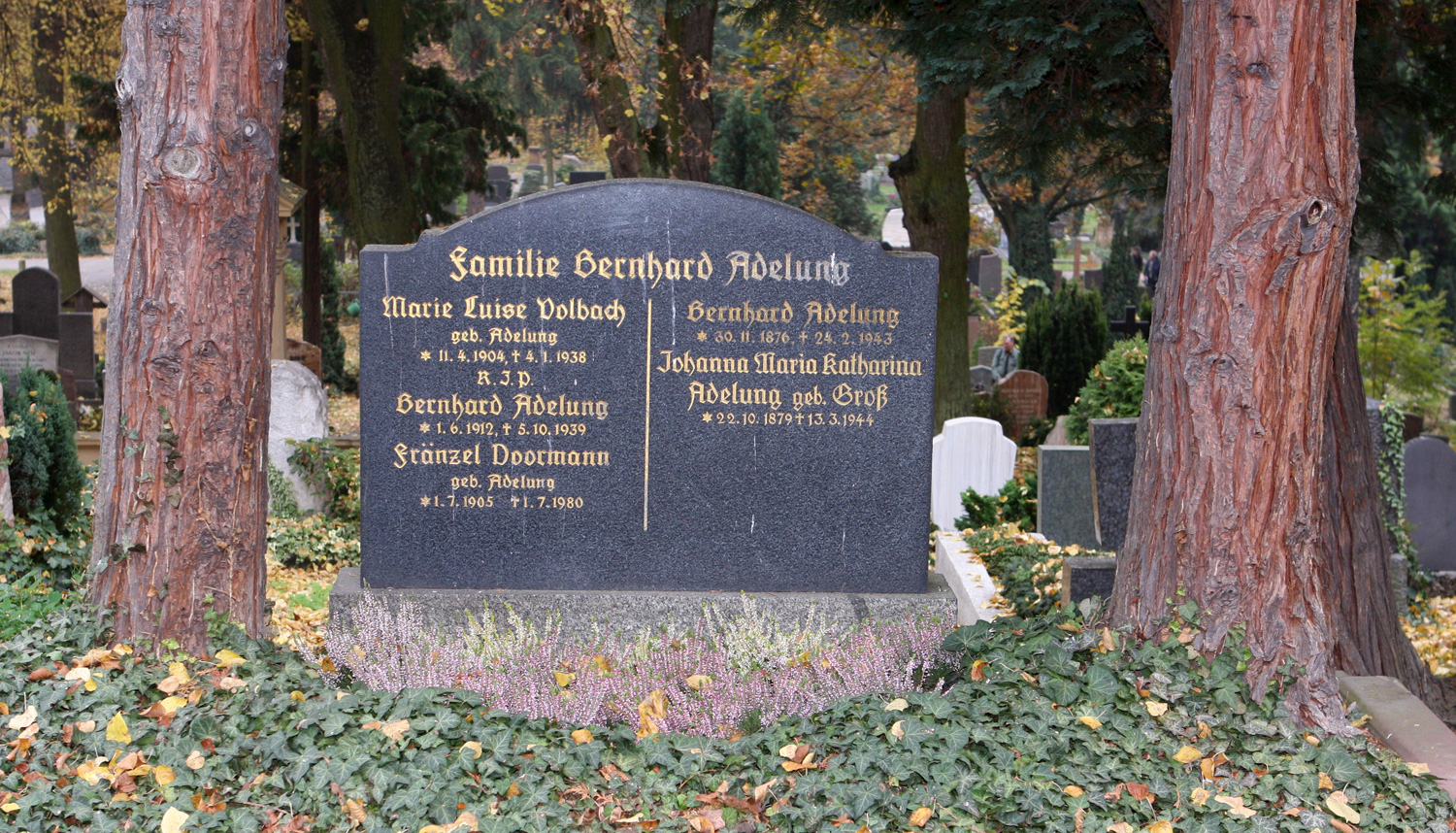
Grabmal von Bernhard Adelung auf dem Hauptfriedhof Mainz

Bernhard Adelung (* 30. November 1876 in Bremen; † 24. Februar 1943 in Darmstadt) war ein sozialdemokratischer Politiker und Staatspräsident des Volksstaates Hessen. 

## Leben
Adelung war der Sohn des Eisenbahnangestellten Johann Adelung und dessen Ehefrau Wilhelmine, geborene Mattfeld. Er heiratete 1903 Johanna Groß, die Tochter des Direktors Franz Groß.
Bernhard Adelung war gelernter Buchdrucker und Setzer. 1896 ging er auf Wanderschaft und beendete diese ein Jahr später in Mainz. 1897 trat er in die SPD ein. 1902 wurde er Redakteur der Mainzer Volkszeitung und musste schon ein Jahr später wegen Majestätsbeleidigung für drei Monate ins Gefängnis. Am 1. Dezember 1903 wurde er für den Wahlbezirk der Stadt Mainz II in den Landtag des Großherzogtum Hessen-Darmstadt gewählt. Ab 1911 vertrat er den Wahlbezirk Starkenburg 17 Bieber/Mühlheim in den Ständen. Nachdem die Landstände 1919 in den Landtag des Volksstaates Hessen überging, wurde er auch in diesen Landtag gewählt und gehörte ihm bis zur Auflösung 1933 an. Am Ersten Weltkrieg nahm er ab 1915 als Kriegsfreiwilliger teil. 1918 war er Vorsitzender des Arbeiter- und Soldatenrates in Mainz. Ab 1920 bis 1928 war Adelung in Mainz Beigeordneter mit dem Amtstitel Bürgermeister, wobei er immer wieder mit der französischen Besatzungsmacht in Konflikt kam und zweimal in den unbesetzten Landesteil nach Darmstadt ausgewiesen wurde.
Am 14. Februar 1928 wurde Adelung als Nachfolger seines Mentors Carl Ulrich zum Staatspräsidenten (entspricht dem heutigen Ministerpräsidenten) des Volksstaates Hessen gewählt. Seine Regierung, bestehend aus einer Koalition von SPD, Zentrum und DDP, u. a. mit Wilhelm Leuschner als Innenminister, trat am 8. Dezember 1931 nach den Landtagswahlen vom November 1931 aufgrund starker Stimmverluste zurück. Da aber keine Mehrheit für die Bildung einer neuen Landesregierung zustande kam, amtierte die Regierung unter Adelung noch 15 Monate. Nach ihrem Sieg bei der Reichstagswahl 1933 forderten die Nationalsozialisten massiv die Beteiligung an der Landesregierung. Acht Tage später wurde der  NSDAP-Politiker Ferdinand Werner durch die Landtagsabgeordneten der NSDAP und des Zentrums am 13. März 1933 zum neuen Staatspräsidenten des Volksstaates Hessen gewählt.
Nach der Amtsenthebung durch die Nazis im Frühjahr 1933 im Rahmen der Machtergreifung lebte er zurückgezogen im Ruhestand.
Adelung starb 1943 an Arteriosklerose; sein Grab ist auf dem Mainzer Hauptfriedhof.
Seine Lebenserinnerungen „Sein und Werden – Vom Buchdrucker in Bremen zum Staatspräsidenten in Hessen“ erschienen 1952 in Offenbach, bearbeitet von Karl Friedrich.

## Ehrungen
Nach Bernhard Adelung wurden in Darmstadt die Bernhard-Adelung-Schule und eine Straße benannt. Auch in der Mainzer Oberstadt und in der Gemeinde Messel bei Darmstadt wurden eine Straße nach ihm benannt. Für seine Verdienste um die Universität Gießen als Landtagsabgeordneter wurde er 1923 zu ihrem Ehrensenator ernannt.